# Jota Cuspinera
José Ramón «Jota» Cuspinera Diéguez (Guecho, Vizcaya, 28 de abril de 1970) es un entrenador español de baloncesto. Actualmente se encuentra sin equipo.

## Trayectoria
Tras pasar nueve temporadas como entrenador ayudante en equipos de ACB,  desde 2015 ha sido entrenador principal en varios equipos de la misma competición. Además, ha colaborado con el gabinete técnico de la FEB y ha sido seleccionador en categorías de formación en diversas citas internacionales.
En su palmarés cuenta con el título de campeón ACB,  de la Copa del Rey (2) y de la Supercopa (2), y con el subcampeonato de Euroliga (2), todos ellos como entrenador ayudante del Real Madrid. Con España ha logrado el oro cadete en el Europeo de 2006, la plata cadete de 2007 y el bronce junior en 2013.
En 2015, llega al Baloncesto Fuenlabrada como entrenador ayudante de Žan Tabak, pero tras la marcha de éste a Maccabi, es el elegido para disfrutar de primera experiencia como máximo responsable de un equipo ACB.
En junio de 2017 se trasladó a la capital aragonesa para dirigir el equipo de la ciudad, Basket Zaragoza 2002. Con ello, los directivos del equipo quieren conseguir una buena posición en la tabla y no sufrir hasta el último partido como había pasado en la temporada anterior. El 30 de enero de 2018 llega a un acuerdo con el club Basket Zaragoza por el que deja de ser su entrenador principal después de una racha de derrotas.
En febrero de 2019 vuelve a ocupar el puesto de entrenador principal del Fuenlabrada hasta su destitución en enero de 2020.
El 13 de febrero de 2021, tras la destitución de Javier Zamora se convirtió en entrenador del Movistar Estudiantes de la Liga Endesa. Continuó en el cargo tras el descenso a la Liga LEB Oro, hasta ser destituido el 21 de abril de 2022 cuando el equipo marchaba segundo en la clasificación.
El 8 de abril de 2024, firma con el San Pablo Burgos de la Liga LEB Oro. Tras finalizar la temporada sin consumar el ascenso, San Pablo Burgos decide no renovar su contrato.

## Clubs
- 1990/91: Entrenador Premini Estudiantes.
- 1991/92: Entrenador Preinfantil “B” Estudiantes.
- 1992/93: Entrenador Preinfantil “A” Estudiantes.
- 1993/94: Entrenador Infantil “D” Estudiantes.
- 1994/95: Entrenador Infantil “B” Estudiantes.
- 1995/96: Entrenador Infantil “A” Estudiantes y entrenador del Programa de Detección de talentos de la FEB.
- 1996/97: Entrenador Cadete “B” Estudiantes y entrenador del Programa de Detección de talentos de la FEB.
- 1997/98: Entrenador Cadete “A” Estudiantes.
- 1995/98: Director Técnico del área de Iniciación de Estudiantes durante estas tres temporadas.
- 1998/00: Entrenador Junior “A” Estudiantes.
- 1998/03: Director Técnico de la cantera de Estudiantes durante estas 5 temporadas.
- 2002/03: Entrenador Estudiantes EBA.
- 2003/05: Entrenador ayudante en el Estudiantes ACB.
- 2005/06: Miembro del Gabinete Técnico de la FEB y Seleccionador Nacional U16 (Medalla de Oro en el Europeo de Linares 2006).
- 2006/07: Entrenador ayudante de Pepu Hernández en la selección española (Plata en el Eurobasket de España 2007), miembro del Gabinete Técnico de la FEB y Seleccionador Nacional U16 (Medalla de Plata Europeo Creta 2007).
- 2007/08: Miembro del Gabinete Técnico de la FEB. Seleccionador Nacional U18 (concentraciones Navidad y Semana Santa).
- 2008/09: Entrenador ayudante Estudiantes ACB (hasta febrero de 2009) y posteriormente colaborador de la FEB.
- 2009/14: Entrenador ayudante Real Madrid.
- 2014/15: Entrenador ayudante Laboral Kutxa.
- 2015: Entrenador ayudante Baloncesto Fuenlabrada.
- 2015/17: Entrenador principal Baloncesto Fuenlabrada.
- 2017/18: Entrenador principal Basket Zaragoza 2002.
- 2019/20: Entrenador principal Baloncesto Fuenlabrada.
- 2021/22: Entrenador principal Club Baloncesto Estudiantes.
- 2024: Entrenador principal San Pablo Burgos. Liga LEB Oro